# Astrid Vits
Astrid Vits (* 28. Januar 1973 in Wolfsburg) ist eine deutsche Journalistin und Nachrichtensprecherin.

## Leben
Astrid Vits absolvierte ein Studium der Kunstgeschichte, Pädagogik und Germanistik an der Georg-August-Universität Göttingen. 1999 zog sie nach Hamburg und arbeitet seit 2001 als Sprecherin in Hörfunk und Fernsehen und als freie Autorin. Sie war von 2004 bis 2018 als Sprecherin der Nachrichtensendung Tagesschau im Ersten zu sehen. Dort präsentierte sie Nacht- und Frühausgaben neben Michail Paweletz und Tarek Youzbachi. Seit 2018 ist sie bei der Tagesschau nicht mehr in Erscheinung getreten. Vits arbeitete außerdem als Autorin für die Radio-Visite bei NDR Info.
Seit 2012 ist sie festangestellt als Erste Sprecherin beim NDR.

## Schriften
- Astrid Vits: Du und viele von deinen Freunden, Schwarzkopf & Schwarzkopf, 1. Auflage, November 2004, ISBN 3-89602-621-6